# Clubul Sportiv al Armatei Steaua București (pallacanestro)
Il C.S.A. Steaua București è una società cestistica, facente parte della polisportiva Clubul Sportiv al Armatei Steaua București, avente sede a Bucarest, in Romania. Fondata nel 1952, gioca nel campionato rumeno.

## Palmarès
- Campionato rumeno: 21

1956, 1958, 1959, 1960, 1961, 1962, 1963, 1964, 1966, 1967, 1978, 1980, 1981, 1982, 1984, 1985, 1986, 1987, 1989, 1990, 1991
- Coppa di Romania: 2

1966, 1981